# Holmsland Klit
Holmsland Klit (dt. Holmsland-Düne) ist eine Nehrung, die den Ringkøbing Fjord im dänischen Jütland von der Nordsee trennt. Sie ist etwa 30 km lang und bis zu 2 Kilometer breit. Am nördlichen Ende befindet sich die kleine Ortschaft Søndervig, im Süden Nymindegab und im mittleren Abschnitt der Hafenort Hvide Sande. Außerdem liegen auf der Nehrung die Siedlungen Bjerregård, Haurvig, Aargab, Lyngvig und Klegod. Sie bestehen seit dem 20. Jahrhundert zu großen Teilen aus Ferienhäusern.
Der 38 m hohe Leuchtturm Lyngvig Fyr wurde auf einer 17 m hohen Braundüne errichtet und kann besichtigt werden.

## Geschichte
Vor dem Aufblühen des Tourismus trieben die Bewohner des nördlich gelegenen Holmsland im Frühjahr ihr Vieh über die Nehrung, wo es den Sommer verbrachte. Mit wachsender Bevölkerung wurde auch das Dünenland von fischenden Kleinbauern besiedelt. Auf dem kargen Boden gediehen Kartoffeln und Hafer, der Lebensunterhalt wurde durch Fischen ergänzt. Im 19. Jahrhundert wurden in Lyngvig und Haurvig zwei kleine Kirchen gebaut.
Nachdem sich die Verbindung des Ringkøbing-Fjords zum Meer seit dem 17. Jahrhundert immer weiter nach Süden verlagert hatte und das Haff zu einem Binnensee zu werden drohte, wurde ungefähr in der Mitte des Dünenstreifens ein Durchstich mit zwei Schleusen angelegt, einer Schiffsschleuse und einer Entwässerungsschleuse. Nach Fertigstellung des Durchstichs wurde 1931 die Stadt Hvide Sande gegründet, deren Hafen zu den wichtigsten Fischereihäfen an der dänischen Nordseeküste zählt.

## Sehenswertes
Im Zentrum der Stadt Hvide Sande liegt die Schleusenanlage mit einer Klappbrücke für den Straßenverkehr.
Touristisch interessant ist die tägliche Fischauktion am Hafen um sieben Uhr morgens. Das ortsansässige Fischereimuseum „Fiskeriets Hus“ zeigt auf circa 400 m² Ausstellungsfläche die regionale Meeresfauna.
Sechs Kilometer nördlich liegt bei Nørre Lyngvig der Leuchtturm Lyngvig Fyr. Er gehört mit einer Höhe von 38 m und einer Feuerhöhe von 53 m zu den höchsten Leuchttürmen Dänemarks. Der Leuchtturm wurde 1965 automatisiert.
In südlicher Richtung befindet sich das Museum Abelines Gaard. Das regionaltypische Gehöft aus dem Jahre 1854 vermittelt einen Eindruck von den Lebensumständen auf der Nehrung in früheren Zeiten. Im Jahre 1996 wurde das Museum für herausragende Leistungen zur Erhaltung von Kulturerbe mit dem Europa-Nostra-Preis ausgezeichnet.
Sieben Kilometer südlich von Hvide Sande liegt die Kirche von Haurvig. Als Kapelle im Jahr 1869 errichtet, wurde sie 1947 renoviert und erhielt zudem einen Kirchturm. Auf dem Friedhof befinden sich Gräber und Steine von Soldaten der alliierten Streitkräfte.